# Regards coupables
Pour plus de détails, voir Fiche technique et Distribution.
Regards coupables (Nightlight) est un téléfilm américano-québécois de 2003, réalisé par Louis Bélanger.

## Synopsis
La vie de Céleste est parfaite, sa carrière comme sa vie personnelle sont des succès. Mais tout bascule le jour où un voyeur commence à la harceler. Coups de fils anonymes, colis et traces de son passage se multiplient. Après avoir alerté la police, elle décide de prendre les choses en mains.

## Fiche technique
- Titre original : Nightlight
- Réalisateur : Louis Bélanger
- Scénario : Robert Janes, Gregory Goodell
- Décors : Raymond Dupuis
- Photographie : Daniel Vincelette
- Montage : Claude Palardy
- Musique : Jerry de Villiers Jr.
- Sociétés de production : Jean Bureau et Josée Mauffette
- Pays de production :  États-Unis -  Canada
- Langue : anglais
- Format : Couleur - 4:3 - Son monophonique

## Distribution
- Shannen Doherty : Celeste Timmerman
- Michel Francoeur : Brent
- Jayne Heitmeyer : Tasha Kingsley
- Sean Tucker : Derrek
- Charles Powell : David Jacobsen
- Vittorio Rossi : Glenn
- Tony Calabretta : Inspecteur Zamora
- Benz Antoine : Inspecteur Gillis
- Christian Paul : Monsieur Antoine
- Marie-Josée D'Amours : Justine Jameson
- Stefan Pommepuy : Jeune amant
- Ingrid Falaise : Jeune amante
- Tanya Van Blockland : Installateur du téléphone
- Shane Halfyard : Garçon voleur

## Carrière
Regards coupables est sorti au Canada sous le titre original de Nightlight, avant d'être repris sous celui de View of Terror. 

## Réalisation
La réalisation de Regards coupables a mobilisé quinze acteurs et actrices et 44 techniciens. Les producteurs sont Josée Mauffette et Jean Bureau, ce dernier étant également producteur exécutif, aux côtés de Stephen Greenberg et Jodi Ticknor. Le film est tourné à Montréal (Québec, Canada).

## Public
En France, Regards coupables est interdit aux moins de 10 ans. Au Royaume-Uni, il l'est aux moins de 15 ans, et, aux Pays-Bas, aux moins de 12 ans. En Ontario (Canada), le téléfilm est classé A.

## Diffusion
Regards coupables est diffusé en France sur TF1, en 2003 et sur TMC, le 2 novembre 2010, à 9 h 50. En Espagne, le téléfim est sorti le 9 avril 2005.